# Hitomi Oka
Hitomi Oka (jap. 岡ひとみ, Oka Hitomi; * 18. Oktober 1986) ist eine japanische Badmintonspielerin. 

## Karriere
Hitomi Oka siegte 2010 im Dameneinzel sowohl bei den Romanian International als auch bei den Canadian International. Bei den Canada Open 2010 reichte es in der gleichen Disziplin dagegen nur zu Platz neun.

## Sportliche Erfolge
| Saison | Veranstaltung          | Disziplin   | Platz | Name       |
| ------ | ---------------------- | ----------- | ----- | ---------- |
| 2010   | Romanian International | Dameneinzel | 1     | Hitomi Oka |
| 2010   | Canadian International | Dameneinzel | 1     | Hitomi Oka |
| 2010   | Canada Open            | Dameneinzel | 9     | Hitomi Oka |